# Luis Cosculluela
Luis Manuel Cosculluela Montaner, né le 23 septembre 1939 à Barbastro, est un universitaire et homme politique espagnol.
Il est ministre de l'Administration territoriale entre juillet et décembre 1982.

## Biographie

### Formation et débuts professionnels
Après avoir obtenu sa licence en droit, avec le prix extraordinaire, à l'université de Barcelone, il poursuit son cursus à l'université de Bologne. Il y passe son doctorat avec succès, recevant le prix Victor-Emmanuel II.
Il est d'abord professeur adjoint de théorie de l'État. En août 1974, il est nommé professeur des universités de droit administratif à l'université de Barcelone.

### Haut fonctionnaire de la Transition
Tout juste trois ans plus tard, peu après l'organisation des premières élections démocratiques depuis 1936, il est choisi comme secrétaire chef du cabinet technique du ministre adjoint pour les Régions, Manuel Clavero. Il se voit relevé de ses fonctions en avril 1979 pour devenir sous-secrétaire du ministère de la Culture, désormais dirigé par Clavero.
Quand Ricardo de la Cierva prend la direction du ministère en janvier 1980, il se trouve démis de ses fonctions. La mairie de Barcelone le recrute alors, en tant que délégué des services de l'urbanisme. Il revient dans la haute fonction publique d'État en novembre 1980, quand Rodolfo Martín Villa le nomme directeur de l'Institut d'études de l'administration locale (IEAL).
Il intègre en avril 1981, avec six autres professeurs universitaires de droit public, une commission chargée de conseiller les principaux partis politiques dans la marche à suivre concernant l'accession des régions à l'autonomie.

### Une très courte carrière ministérielle
Le 27 juillet 1982, Rafael Arias-Salgado est nommé au sein du secrétariat de l'UCD. En conséquence, le président du gouvernement Leopoldo Calvo-Sotelo choisit de nommer Luis Cosculluela, âgé de 43 ans, ministre de l'Administration territoriale. Il entre officiellement en fonction trois jours plus tard. Dans un discours prononcé le 3 août à Séville, à l'occasion de la prestation de serment des conseillers du gouvernement d'Andalousie, il affirme que la démocratie ne peut se concevoir sans les communautés autonomes et que « l'Andalousie a supposé la fin d'un mythe simpliste et accepté qui veut que l'identité régionale requière une langue propre ».
Il ne se présente pas aux élections législatives anticipées du 28 octobre 1982. Du fait de la victoire socialiste, il quitte l'exécutif dès le 3 décembre, après seulement quatre mois de mandat.

### Après le gouvernement, l'université
Il retourne alors enseigner le droit administratif à l'université de Cordoue, où il avait été nommé dès le mois d'août 1982. En août 1988, il est muté à l'université complutense de Madrid. Le 15 avril 2003, le président du gouvernement José María Aznar le nomme membre de la commission électorale centrale (JEC) pour achever le mandat de l'ancien ministre Sebastián Martín-Retortillo. Il n'est pas reconduit dans ses fonctions lors du renouvellement de l'institution, en novembre 2004.

### Vie privée
Il est marié et père d'une fille.